# Armored Car Robbery
Armored Car Robbery ist ein in Schwarzweiß gedrehter US-amerikanischer Film noir und Gangsterfilm aus dem Jahr 1950.

## Handlung
Dave Purvis plant den Überfall auf einen Geldtransport in Los Angeles. Um sein Vorhaben durchführen zu können, heuert er drei weitere Männer an: seinen Bekannten Benny McBride, mit dessen Frau Yvonne Purvis ein Verhältnis hat, und die beiden Ganoven Al Mapes und William „Ace“ Foster. Der Überfall gelingt, doch wird bei einer Schießerei Polizeileutnant Phillips getötet und McBride schwer verletzt. Phillips’ Partner Jim Cordell schwört, die Verbrecher zur Strecke zu bringen.
Wegen seiner Verletzung behindert McBride die Flucht des Quartetts, doch Purvis weigert sich, einen Arzt aufzusuchen. Als McBride mit Waffengewalt einen Arztbesuch erzwingen will, erschießt Purvis ihn. Anschließend schlägt er Mapes zusammen, weil dieser auf die Aufteilung von McBrides Anteil besteht. Kurz darauf erreichen Cordell und ein Polizeiaufgebot das Versteck der Bande. Foster wird erschossen, Purvis und Mapes gelingt getrennt voneinander die Flucht.
Cordell lässt McBrides Witwe Yvonne überwachen, um durch sie an die anderen Bandenmitglieder heranzukommen. Mapes wird bei dem Versuch verhaftet, Kontakt mit ihr aufzunehmen, aber Purvis, der eine Falle der Polizei ahnt, hält sich von ihr fern. Erst als Cordells neuer Partner Ryan sich Yvonne gegenüber als Mapes ausgibt, damit sie ihn zu Purvis bringt, gibt er sein Versteckspiel auf. Purvis schießt Ryan nieder und eilt mit Yvonne zum Flughafen, um in einer gecharterten Privatmaschine zu flüchten. Von der Polizei gestellt, rennt Purvis auf das Rollfeld und wird von einem landenden Flugzeug erfasst. Sein Geldkoffer öffnet sich, und die Scheine verteilen sich über den Landeplatz.

## Hintergrund
Armored Car Robbery startete am 8. Juni 1950 in den amerikanischen Kinos. In Deutschland gelangte er nicht zur Aufführung.

## Kritik
„Ein Vorbild für seine Art von Film […] das Originalschauplätze in Los Angeles in hervorragender Weise nutzt und grandios eine stark kontrastierende Ausleuchtung einsetzt, um Wirklichkeit und Film-Noir-Look miteinander zu verschmelzen.“